# Ensenada Verdi
La ensenada Verdi es una ensenada cubierta de hielo que se encuentra entre la península Pesce y la península Harris, en el lado norte de la península Beethoven, situada en la parte suroeste de la isla Alejandro I de la Antártida. La entrada fue observada desde el aire y cartografiada por primera vez por la Expedición de Investigación Antártica de Ronne entre 1947 y 1948. Derek J.H. Searle, de la British Antarctic Survey, replanteó su cartografía en 1960. El Comité de Topónimos Antárticos del Reino Unido le dio su nombre en honor al compositor italiano Giuseppe Verdi.